# Тарзан жахливий
Тарзан жахливий (англ. Tarzan the Terrible) — пригодницький фентезійний роман американського письменника Едгара Райса Берроуза, восьмий у серії книг про головного героя Тарзана. Вперше було опубліковано як серіал у pulp-журналі «Argosy» у випусках за 12, 19 та 26 лютого та 5, 12, 19 та 26 березня 1921 року; перше книжкове видання було опубліковано в червні 1921 року, видавцем «A. C. McClurg». Прихована долина, Паль-уль-Дон, є однією з найбільш ретельно описаних «втрачених цивілізацій» в оповіданнях Берроуза про Тарзана. Роман містить карту місця, а також словник мови його мешканців.

## Сюжет

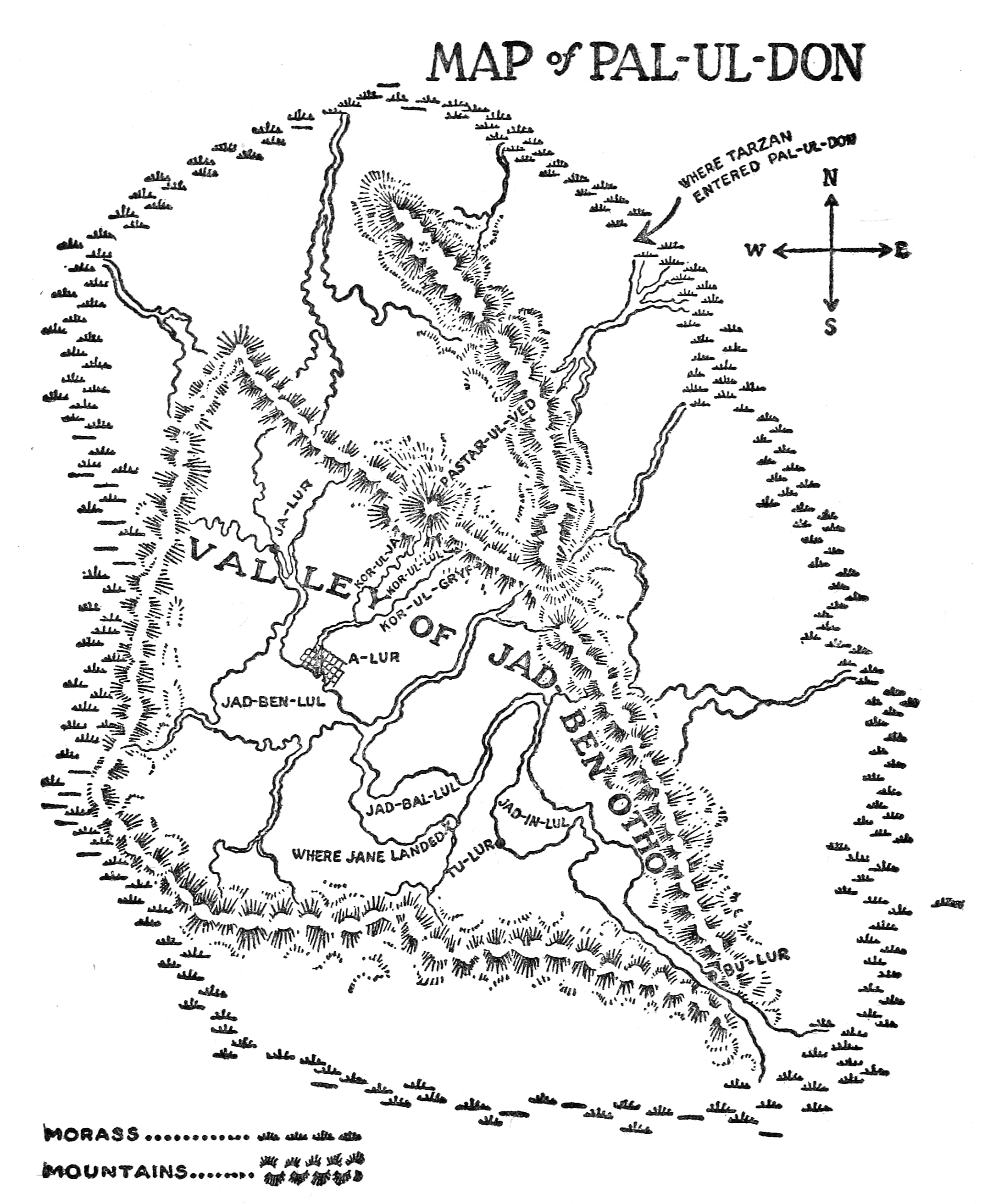
Карта Паль-уль-Дону з першого видання.

Попередній роман «Тарзан Неприборканий», описує події в яких Тарзан провів багато місяців, блукаючи Африкою і плекаючи помсту тим, хто, як він вважав, жорстоко вбив Джейн. Наприкінці цього роману Тарзан дізнається, що її смерть була хитрістю, що її взагалі ніхто не вбивав.
Намагаючись знайти Джейн, Тарзан потрапляє у приховану долину під назвою Паль-уль-Дон, наповнену динозаврами, зокрема лютими грифами, схожих на трицератопсів, які, на відміну від своїх доісторичних аналогів, всеїдні та мають висоту у плечі до 20 футів (понад 6 метрів). В загубленій долині також проживають дві різні непримиренні раси хвостатих, на вид людських істот: безволосі з білою шкірою, міські Хо-дони і волохаті та чорношкірі гірські Ваз-дони. Тарзан знайомиться з воїном Хо-доном та начальником Ваз-донів, встановлюючи з ними дещо незвичні стосунки. У цьому новому світі Тарзан стає полоненим, але настільки вражає своїх викрадачів своїми досягненнями та вміннями, що вони називають його «Тарзан-Яд-Гуру» (Тарзан Жахливий).
Прийшовши у долину Паль-уль-Дон, Джейн та її німець-викрадач, також попадають у полон. Джейн стає центром у боротьбі за релігійну владу, яка займає велику частину роману до тих пір, поки Джейн не тікає звідти, після чого її німець-викрадач стає залежним від неї через відсутність у нього навичок виживання в джунглях.
За допомогою своїх місцевих союзників Тарзан продовжує шукати кохану, проходячи через велику кількість боїв і рятуючись від небезпек. Врешті-решт йому здається що його успіх знайти кохану нездійсненний, допоки в останньому розділі він і Джейн не будуть врятовані їхнім сином Кораком, який шукав Тарзана так само, як Тарзан шукав Джейн.

## Комікси
Книга була адаптована у форму коміксу компанією «Gold Key Comics» у Тарзані № 166-167 (липень — вересень 1968 року), за сценарієм Гейлорда Дюбуа та малюнками художника Русса Меннінга .